# Casa dels Nins
La Casa dels Nins és un edifici protegit com a bé cultural d'interès local del municipi de Santa Coloma de Gramenet (Barcelonès).

## Descripció
És un edifici d'habitatges, de planta baixa i dos pisos.
L'element més destacable són els relleus que ornamenten la façana, els frontons semicirculars i els ampits de les finestres, frisos i, especialment, la cornisa superior, que presenten tota una sèrie de temes simbòlics o al·legòrics de tota classe, elaborats per un autor desconegut en pedra artificial o ciment.

## Història
Fou bastida vers el 1931. Cap al 1987 se li feu un afegit respectant la volumetria i les línies de decoració.